# Muriwaimanu
A Muriwaimanu a madarak (Aves) osztályának és a pingvinalakúak (Sphenisciformes) rendjének, eddig az egyik legbazálisabb, azaz alapibb fosszilis neme.

## Tudnivalók
A Muriwaimanu ezelőtt 58 millió éve élt, a középső paleocén korszakban, majdnem mindjárt a kréta–tercier kihalási esemény, valamint a nem madárszerű dinoszauruszok kihalása után. A Muriwaimanu tuatahi-t korábban a Waimanu madárnembe sorolták be, Waimanu tuatahi név alatt. Azonban 2018-ban, további kutatások következtében kivonták onnan és megalkották a mai nemét.
Az első Muriwaimanu maradványt 1980-ban, az új-zélandi Waipara folyó menti Canterbury városhoz tartozó Waipara zöldhomokkő formációban találták meg. A neve a maori nyelvből ered, jelentése: „vízimadár utáni” = Waimanu utáni; hiszen 2 millió évvel fiatalabb annál.

## Fordítás
- Ez a szócikk részben vagy egészben  a   Muriwaimanu című angol Wikipédia-szócikk ezen változatának fordításán alapul.  Az eredeti cikk szerkesztőit annak laptörténete sorolja fel. Ez a jelzés csupán a megfogalmazás eredetét és a szerzői jogokat jelzi, nem szolgál a cikkben szereplő információk forrásmegjelöléseként.